# Jettenburg
Jettenburg ist ein Dorf auf den Härten, einem Höhenzug oberhalb des Neckartals, jeweils etwa 7 km östlich von Tübingen und westlich von Reutlingen gelegen. Jettenburg ist heute ein Ortsteil von Kusterdingen, einer Gemeinde unmittelbar östlich von Tübingen im Landkreis Tübingen in Baden-Württemberg. Der Ortsteil Jettenburg hat 1130 Einwohner.

## Geschichte
Erstmals wurde Jettenburg um 1100 als Utinbrugge erwähnt. Möglicherweise ist es im 10./11. Jahrhundert als Burgweiler entstanden. 1100–1209 wurden Edelfreie von Jettenburg erwähnt, von denen vermutet wird, dass sie die Oberhoheit hatten, die dann im 13./14. Jahrhundert bei Württemberg lag. Die Reutlinger Bächt waren bereits vor 1300 Ortsherren und verkauften 1452 Burg, Weiler und Herrschaftsrechte an Württemberg. Seit dieser Zeit gehörte Jettenburg zum Amt Tübingen. Um 1450 wurde aus der Burg Jettenburg der heutige Ortsname Jettenburg. Namensgebend war eine Brücke oder ein Knüppeldamm (Brugge), der noch bis 1558 genannt wird. Später wurden noch einige Wiesen als an der Yettenbruck bezeichnet.
Herzog Ulrich setzte 1534 in Württemberg die Reformation durch, so dass auch die Gemeinde Jettenburg evangelisch wurde.
1664 wurde die Jettenburgerin Agnes Nestlerin in Reutlingen der Hexerei angeklagt und hingerichtet.
Jettenburg gehörte seit 1758 zum Oberamt Tübingen und somit von 1806 bis 1918 zum Königreich Württemberg. Bei der Verwaltungsreform während der NS-Zeit in Württemberg gelangte Jettenburg 1938 zum erweiterten Landkreis Tübingen. Nach dem Zweiten Weltkrieg fiel der Ort in die Französische Besatzungszone und kam somit zum neu gegründeten Land Württemberg-Hohenzollern, welches 1952 als Regierungsbezirk Südwürttemberg-Hohenzollern im Land Baden-Württemberg aufging. Die bis dahin selbständige Gemeinde Jettenburg wurde 1974 im Zuge der Gemeindereform ein Ortsteil der Gemeinde Kusterdingen.
Kirchlich war Jettenburg zunächst Filiale von Mähringen, mit der die evangelische Filialkirchengemeinde Jettenburg (Kirchenbezirk Tübingen) bis 1957 die Gesamtkirchengemeinde Mähringen bildete. Seither ist die Kirchengemeinde dem Pfarramt Wankheim zugeordnet.

## Bauwerke und Sehenswürdigkeiten
Eine Kapelle St. Ulrich und Pankratius wurde 1324 erwähnt. Die evangelische Dorfkirche St. Ulrich stammt aus dem 15. Jahrhundert. Ihr Langhaus erhielt seine heutige Form im Jahre 1616. Das Kirchengebäude hat einen Ostchorturm, der Turm ist aber älter. Evtl. steht die Kirche auf Fundamenten einer ehemaligen Burg. In den Jahren 1959/1960 wurde die Kirche renoviert und verändert. Die Bleiglasfenster wurden 1959 von Glasmalermeister Adolf Valentin Saile und einige Jahre später von seiner Tochter Anna-Dorothea Kunz-Saile geschaffen.
Der Geschichtsverein Härten hat im „Höfle“, einem renovierten Bauernhaus von 1892, ein kleines Heimat- und Bauernmuseum voller historischer Gegenstände errichtet. Jährlich im August wird dort „Karls Höflefest“ gefeiert.

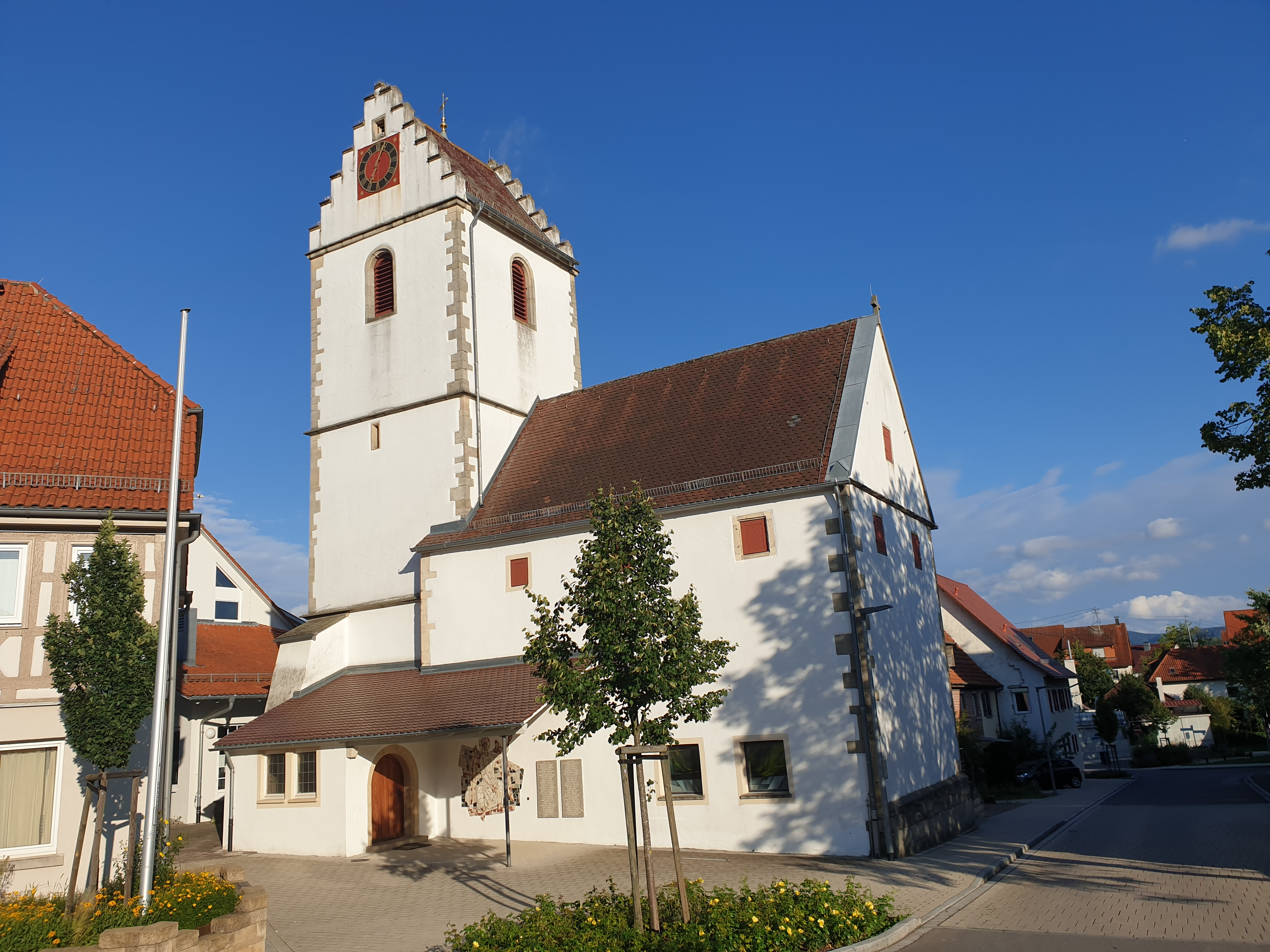
Evangelische Kirche (2023)
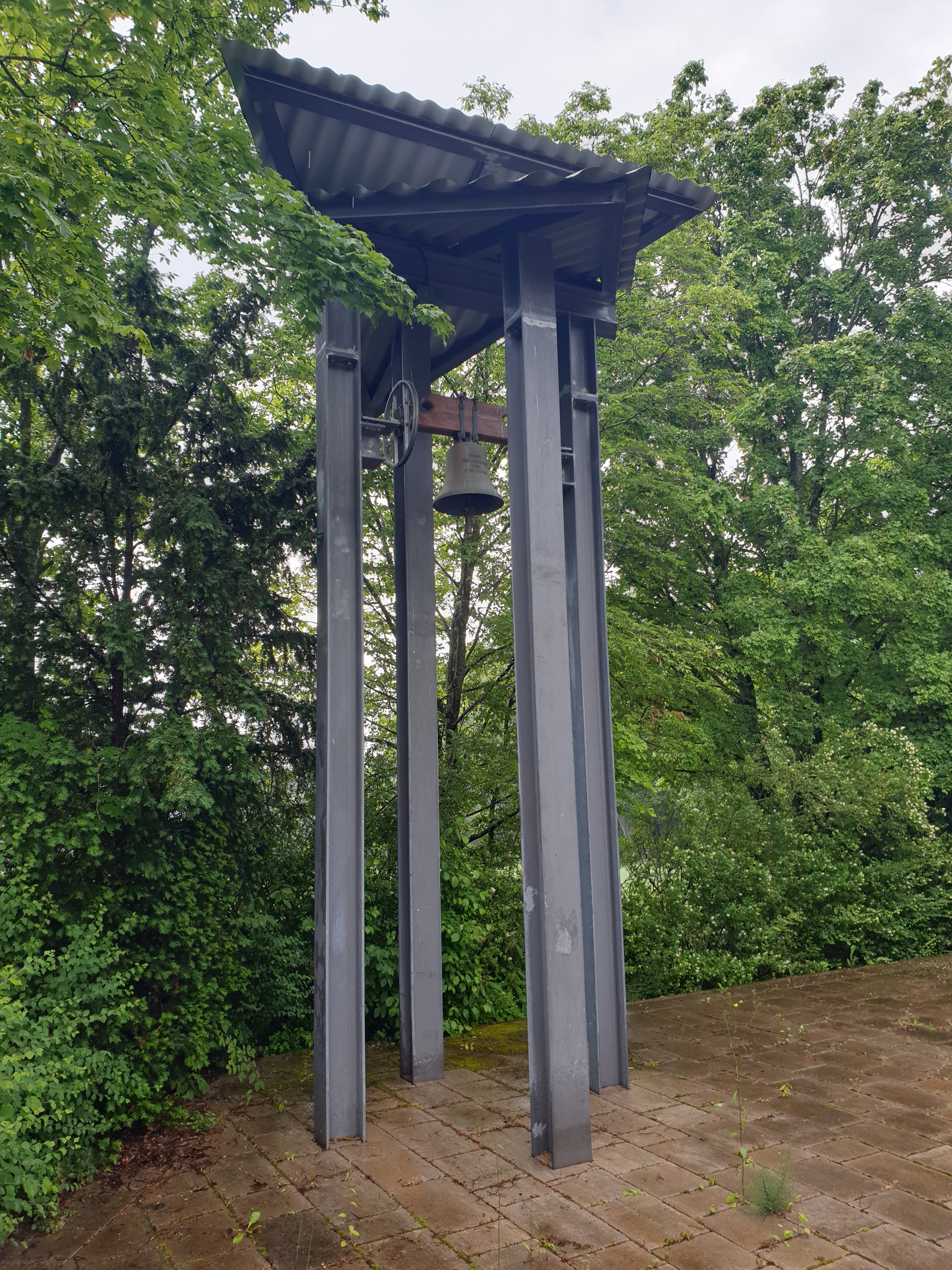
Glockenturm Neuer Friedhof (2024)
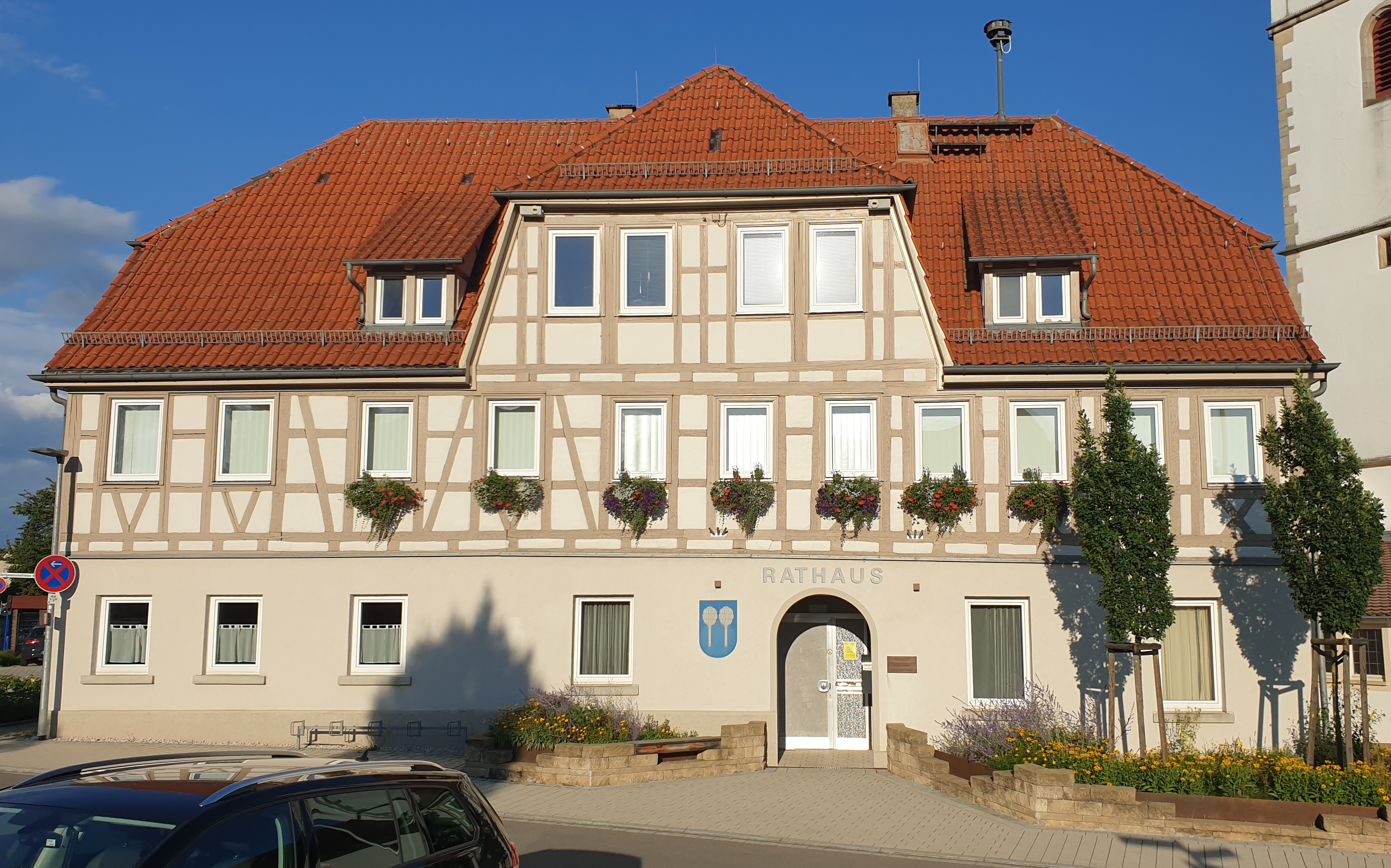
Rathaus (2023)

## Einwohnerentwicklung
- 1933: 515 Einwohner
- 1939: 504 Einwohner
- 1985: 808 Einwohner
- 1990: 970 Einwohner
- 1995: 1024 Einwohner
- 2000: 1067 Einwohner
- 2004: 1117 Einwohner
- 2016: 1130 Einwohner

## Söhne und Töchter des Dorfes
- Theodor Werner (* 14. Februar 1886; † 15. Januar 1969), Maler (abstrakte Malerei)
- Ellen Smolka, geb. Sorg (* 23. November 1971), Tischtennis-Bundesligaspielerin, Deutsche Meisterin Seniorinnen Doppel 2015 und 2017, Deutsche Mannschaftsmeisterin Seniorinnen 2014 und 2016